# Vonganjärvi
Vonganjärvi är en sjö i Finland. Den ligger i kommunen Kuhmo i den ekonomiska regionen  Kehys-Kainuu  och landskapet Kajanaland, i den östra delen av landet, 500 km nordost om huvudstaden Helsingfors. Vonganjärvi ligger 241 meter över havet. Den är 20 meter djup. Arean är 26,6 hektar och strandlinjen är 3,21 kilometer lång. Sjön  ingår i Uleälvens huvudavrinningsområde.   I omgivningarna runt Vonganjärvi växer i huvudsak barrskog. Den sträcker sig 0,6 kilometer i nord-sydlig riktning, och 1,3 kilometer i öst-västlig riktning.